# Municipio de Tzucacab
El municipio de Tzucacab es uno de los 106 municipios que constituyen el estado mexicano de Yucatán. Se encuentra localizado al sur del estado. Cuenta con una extensión territorial de 1.289 km². Según el II Conteo de Población y Vivienda de 2005, el municipio tiene 13.564 habitantes, de los cuales 6.900 son hombres y 6.664 son mujeres. Su nombre se interpreta como «Pequeña parte de pueblo» por derivarse de las voces mayas, tzuc, porción o parte y kakab, «Pueblo pequeño».

## Datos históricos
- El municipio se encontraba en el cacicazgo (kuchkabal) de Cochuah, del cual Chununhub, actualmente en el municipio de Felipe Carrillo Puerto, en el vecino estado de Quintana Roo, fue la capital.
- 1848: Se firma el convenio de Tzucacab entre Jacinto Pat, batab maya y Miguel Barbachano, a la sazón líder político de Yucatán, que pretendió infructuosamente poner fin a la Guerra de Castas.

## Descripción geográfica

### Ubicación
Tzucacab se localiza al sur del estado entre las coordenadas geográficas 19°38′ y 20°9′ de latitud norte, y 88°59′ y  89°14′ de longitud oeste; a una altitud promedio de 36 metros sobre el nivel del mar.
El municipio colinda al norte con  Tixméhuac y Chacsinkín, al sur con el Estado de Quintana Roo, al este con Peto) y al oeste con Tekax.

### Clima
Su principal clima es el cálido subhúmedo; con lluvias en verano y sin cambio térmico invernal bien definido. La temperatura media anual es de 26.3°C, la máxima se registra en el mes de mayo y la mínima se registra en enero. Tiene una temperatura media anual  de 25.8 °C y cuenta con una media anual de precipitación pluvial de 108.4 milímetros.

## Cultura
Predomina en el municipio la cultura y las tradiciones mayas.

### Fiestas
Fiestas civiles
- Aniversario de la Independencia de México: 16 de septiembre.
- Aniversario de la Revolución mexicana: El 20 de noviembre.

Fiestas religiosas
- Día de la Santa Cruz: 3 de mayo.
- Fiesta en honor de la Virgen de Guadalupe: 12 de diciembre.
- Día de Todos los Santos 1 de noviembre
- Día de Muertos: 2 de noviembre.
- Fiesta en honor a la Virgen de la Candelaria: del 28 al 31 de enero.
- Fiesta patronal en la comisaría de Dzi en honor de San Joaquín y Santa Ana: 22 al 27 de julio

Las fiestas patronales comprenden vaquerías, gremios, misa de gremio; la misa y procesión del día 26 de julio. La corrida de toros por las tardes, bailes o luz y sonido en la noche.

## Gobierno
Su forma de gobierno es democrática y depende del gobierno estatal y federal; se realizan elecciones cada 3 años, en donde se elige al presidente municipal y su gabinete.
El municipio cuenta con 40 localidades, las cuales dependen directamente de la cabecera del municipio, las más importantes son:  Tzucacab (cabecera municipal), Catmis, Dzi, Ek-Balam, Corral y Noh-Bec.